# Моріс Принсе

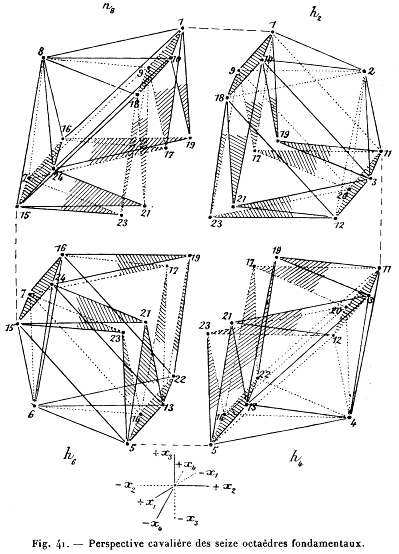
Ілюстрація з Traité élémentaire de géométrie à quatre dimensions Еспрі Жуффре. Цю книгу 1903 року, що мала вплив на Пікассо, йому подарував Принсе.

Морі́с Принсе́ (фр. Maurice Princet, 7 липня 1875 — 23 жовтня 1973) — французький математик і актуарій, який відіграв важливу роль у зародженні кубізму. Був соратником Пабло Пікассо, Гійома Аполлінера, Макса Жакоба, Жан Метсенже та Марселя Дюшана. Він відомий як «le mathématicien du cubisme» («математик кубізму»).

## З біографії
Вважається що саме Принсе познайомив кубістів із роботами Анрі Пуанкаре та концепцією «четвертого виміру». Принсе звернув увагу Пікассо на книгу Еспрі Жуффре 1903 року «Traité élémentaire de géométrie à quatre dimensions» («Елементарний трактат про геометрію чотирьох вимірів»), яка популяризувала «Науку та гіпотезу» Пуанкаре, в якій Жуффре описав гіперкуби та інші складні многогранники в чотири виміри та зробив їх проекції на двовимірну площину. Етюдники Пікассо для Les Demoiselles d'Avignon ілюструють вплив Жуффре на творчість художника.
У 1907 році дружина Принсе покинула його заради Андре Дерена, і він відійшов від кола художників Бато-Лавуар. Але Принсе залишався близьким до Метсенже і брав участь у засіданнях Секції д'Ор у Пюто. Він читав неофіційні лекції цій групі, в якій багато хто був захоплений математичним порядком.
Вплив Принсе на кубістів засвідчено його сучасниками. Моріс де Вламінк писав: «Я був свідком народження кубізму, його зростання та занепаду. Пікассо був акушером, Гійом Аполлінер — акушеркою, Принсе — хрещеним батьком» .

У 1910 році Метсенже сказав про нього: «[Пікассо] викладає вільну, рухливу перспективу, з якої той геніальний математик Моріс Принсе вивів цілу геометрію». Пізніше Метсенже писав у своїх мемуарах:
«До нас часто приєднувався Моріс Принсе. Хоча він був доволі молодим, завдяки своїм знанням математики він вже обіймав важливу посаду у страховій компанії. Але поза межами своєї професії він, саме як митець, концептуалізував математику, як естетик він звертався до n -вимірних простірів. Йому подобалося зацікавлювати художників новими поглядами на простір, що вивчав Шлегель та деякі інші. Йому це вдавалося.»
Луї Воксель саркастично назвав Принсе «батьком кубізму»:
«Принсе довго вивчав неевклідову геометрію і теореми Рімана, про які Глез і Метсенже говорять досить легковажно. Отже, одного разу Принсе зустрів Макса Джейкоба і довірив йому одне чи два зі своїх відкриттів, пов'язаних із четвертим виміром. Жакоб повідомив про це геніальному Пікассо, і Пікассо побачив у цьому можливість нових орнаментальних схем. Пікассо пояснив свої наміри Аполлінеру, який поспішив записати їх у формуляри та кодифікувати. Справа поширювалася і поширювалася. Так народився кубізм, дітище Принсе.»
Дюшан сказав П'єру Кабану: «Ми зовсім не були математиками, але ми дійсно вірили в Принсе».